# Västra Hjoggböle
Västra Hjoggböle is een plaats in de gemeente Skellefteå in het landschap Västerbotten en de provincie Västerbottens län in Zweden. De plaats heeft 68 inwoners (2005) en een oppervlakte van 19 hectare. De plaats ligt aan het meer Hjoggböleträsket.

## Verkeer en vervoer
Bij de plaats loopt de Länsväg 364.